# Lars Edlund
Lars Olof Edlund, född 6 november 1922 i Karlstad, död 21 december 2013 i Uppsala, var en svensk tonsättare, musikpedagog och kyrkomusiker (orgel, cembalo, piano).

## Biografi
Edlund studerade för Ina Lohr vid Schola Cantorum Basiliensis i Basel och intresserade sig mycket för gregorianik. Han besökte många kloster och konverterade senare till katolicismen.
Efter att ha tjänstgjort som kyrkomusiker i Tranås respektive Södertälje S:ta Ragnhilds församling 1947–1959, var Edlund anställd som lärare vid Kungliga Musikhögskolan 1959–1971 i bland annat gehörslära. Hans båda läroböcker i detta ämne, Modus novus (1963) och Modus vetus (1967), har varit banbrytande och används än i dag i den högre musikutbildningen.
Edlund var en av de första i Sverige som kom att engagera sig i den tidig-musik-rörelse som strävade efter tidstrogna framföranden av äldre musik, framförallt barockmusik och gregoriansk musik.
Efter 1971 ägnade Edlund sig uteslutande åt komposition. I hans produktion låg tyngdpunkten på vokalmusik, speciellt körmusik, med eller utan instrumental beledsagning. Han medverkade i Koralmusik (1957–64) redigerad av Harald Göransson.
Edlund flyttade 1971 till en gotländsk gård vid havet och var sedan 1986 bosatt och verksam i Uppsala.
Edlund finns representerad i Den svenska psalmboken 1986 med tonsättningar av fyra verk (nr 343, 381, 392 och 613) samt med tonsättningar av elva verk i Cecilia. Katolsk gudstjänstbok 2013.
Edlund blev medlem i Föreningen svenska tonsättare 1970 och invaldes som ledamot nr 793 av Kungliga Musikaliska Akademien den 20 februari 1975. Han är far till tonsättaren Mikael Edlund (född 1950).

## Priser och utmärkelser
- 1974 – Hugo Alfvénpriset
- 1975 – Ledamot nr 793 av Kungliga Musikaliska Akademien
- 1979 – Läkerols svenska kulturpris
- 1982 – Musikföreningens i Stockholm stipendium
- 1983 – Frödingmedaljen
- 1990 – Atterbergpriset
- 1994 – Rosenbergpriset

## Verk (urval)
- 1959 – Communio, fyra nattvardsmotetter
- 1969 – Gloria för blandad kör och tenorsolo
- 1971 – Elegi för blandad kör (reviderad 1972), text av Gunnar Ekelöf
- 1971 – Saligprisningar för kör och instrumentalensemble
- 1972 – Trace för kammarorkester
- 1972 – Tre gotländska folkvisor
- 1973 – Triad för kör och blåsare, text från Dag Hammarskjölds Vägmärken
- 1973 – Cirkus, sångcykel (1973–74)
- 1979 – Flickan i ögat, kammaropera
- 1993 – Stråkkvartett nr 2 – Reflexer från en hymn
- 1998 – Näverbitar, för blandad kör och orkester, text av Gunnar Ekelöf

## Psalmer
A. I Den svenska psalmboken 1986:
- Det helga bröd på altarbordet vilar (1986 nr 392), tonsatt 1965
- Gud har en famn (1986 nr 381), tonsatt 1957
- Inför Guds himlatron (1986 nr 613), tonsatt 1958
- Krukmakarskivan svänger runt (1986 nr 343), tonsatt 1957

B. I Cecilia. Katolsk gudstjänstbok, 2013:
- Vilken väldig makt och klarhet (2013 nr 48), tonsatt 1985
- Kom, helige Ande (2013 nr 76a), tonsatt 1985
- Stäm våra hjärtans instrument (2013 nr 77), tonsatt 1985
- Må sången stiga ren och klar (2013 nr 133), tonsatt 1985
- Gud har en famn (2013 nr 143), tonsatt 1957
- Låt i din godhet oss få del (2013 nr 152), tonsatt 1985
- Herre, bered oss nu (2013 nr 217), tonsatt 1986
- Det eviga livet (2013 nr 251), tonsatt 1984
- Se, hur himmelens ljus (2013 nr 253), tonsatt 1985
- Skuggan har vikit (2013 nr 354), tonsatt 1985
- Allena du är lovsång värd (2013 nr 453), tonsatt 1985